# Anfiteatro romano di Amiternum
L'anfiteatro romano di Amiternum era il principale anfiteatro dell'antica città sabina di Amiternum, i cui resti archeologici sono situati nei pressi dell'abitato di San Vittorino nel territorio comunale dell'Aquila.

## Caratteristiche e storia

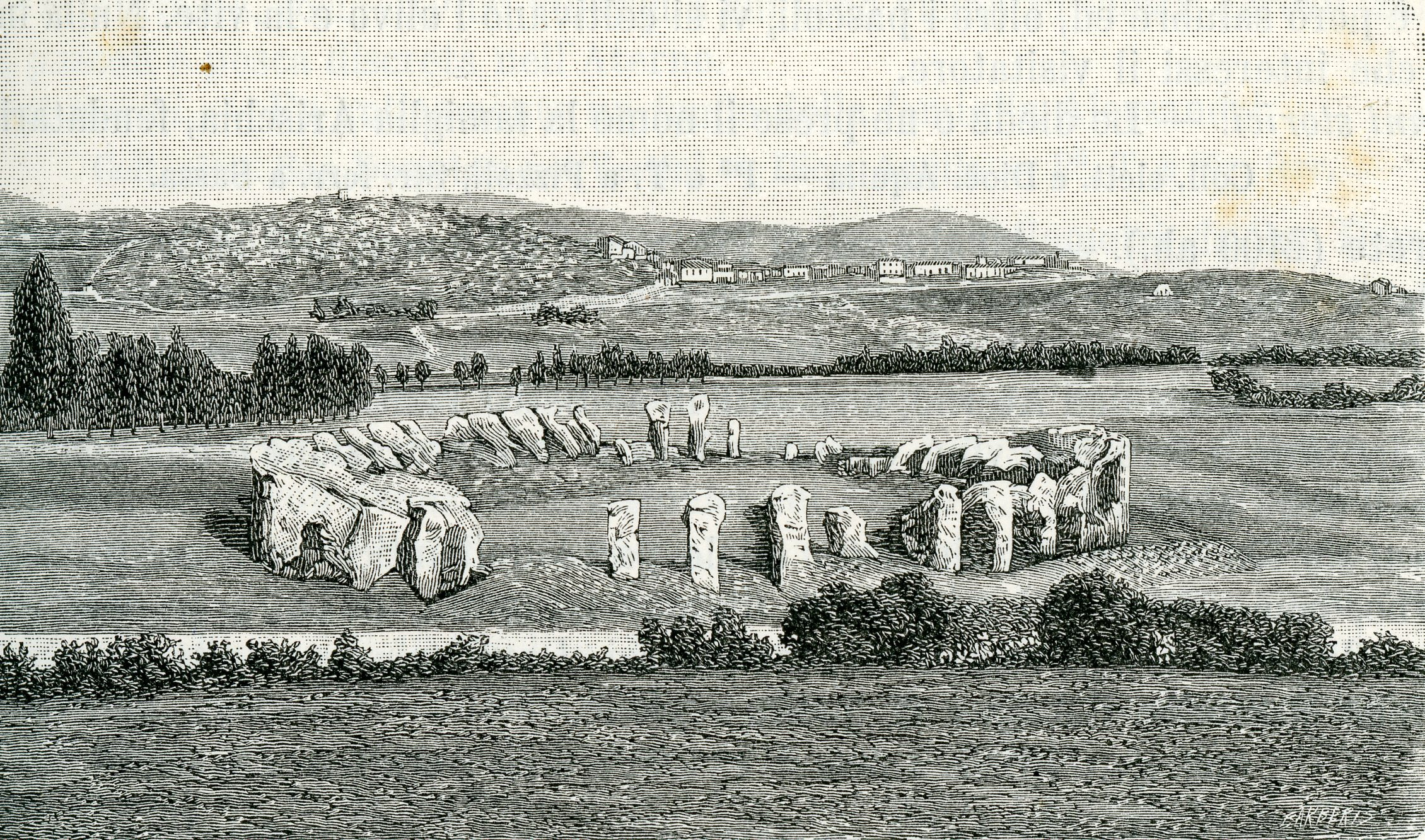
Xilografia dell'anfiteatro

Dichiarato monumento nazionale nel 1902, la struttura si fa risalire al I secolo d.C., ed è quindi leggermente successiva al teatro romano. Contrariamente a quest'ultimo, l'anfiteatro si staglia all'estremità meridionale della città, lontano dal Foro. La cavea, che si eleva sulla via Amiternina tra il colle San Marco e il fiume Aterno, ha diametri di 68 e 53 metri misurati rispettivamente sulle direttrici est-ovest (lato parallelo alla scena del teatro) e nord-sud. Le arcate sono 48 e reggevano le gradinate, oggi praticamente scomparse,originariamente disposte su due piani e rivestite in laterizio; si stima che la capienza complessiva fosse di 6.000 persone. Dell'anfiteatro è oggi ancora visibile l'intero corridoio esterno con il colonnato a mattoncini sagomati e la struttura della cavea con muratura a sacco e rivestimento in laterizio. L'ingresso all'arena avviene dall'entrata situata sull'asse maggiore est-ovest, detta Porta Triumphalis.
Il monumento si presume sia stato rinnovato nel secolo successivo alla sua costruzione e abbandonato in seguito alla decadenza di Amiternum. La cavea è rimasta sempre in vista e ne è testimoniata la presenza negli archivi catastali ma l'intera struttura è tornata alla luce solo con gli scavi archeologici del 1880, mentre i lavori di consolidamento e restauro risalgono al 1996.
Altri scavi, effettuati nella seconda metà del Novecento, hanno portato alla luce i resti di una domus di età tardo-romana di cui è ancora oggi ben visibile la planimetria articolata su una corte centrale porticata sulla quale si affacciavano i vari ambienti; sono stati scoperti la sala di ingresso (atrium), la sala per la raccolta di acqua piovana (impluvium) e una sala di rappresentanza (tablinium), tutti ricchi di mosaici ed affreschi. Il sito è oggi parte di una vasta area archeologica comprendente anche il teatro romano e le catacombe di San Vittorino.